# Reprisal (Schiff, 1945)
Die Reprisal (Kennung: CV-35) war ein nicht fertiggestellter Flugzeugträger der Essex-Klasse (Ticonderoga-Gruppe) der US-amerikanischen Marine.

## Geschichte
Die Reprisal (deutsch Vergeltungsschlag) wurde im August 1942, zusammen mit neun weiteren Schiffen ihrer Klasse, geordert und am 1. Juli 1944 bei der New York Navy Yard in New York City auf Kiel gelegt. Durch das sich abzeichnende Ende des Pazifikkrieges (Zweiten Weltkriegs) wurde der Bau des zu 52,3 Prozent fertiggestellten Schiffes am 12. August 1945 storniert. Später im gleichen Jahr wurde der Rumpf ohne Zeremonie zu Wasser gelassen, um die Helling der Werft freizumachen. In der Folgezeit wurde die Hulk zwischen 1946 und 1948 in der Chesapeake Bay zu Waffen- und Sprengstofftests verwendet.
Im Januar 1949 wurden Pläne, den Rumpf zu vollenden, verworfen und stattdessen wurde er am 2. August 1949 an die Boston Metals Corporation in Baltimore zur Verwertung verkauft, wo der Abbruch bis November 1949 abgeschlossen wurde.